# Musée Jumex
Le musée Jumex est un musée privé de Mexico, la capitale du Mexique. Il contient des œuvres de la collection Jumex, une importante collection d’art contemporain constituée à partir des années 1990 par l'héritier d'un groupe agro-alimentaire éponyme.

## Historique

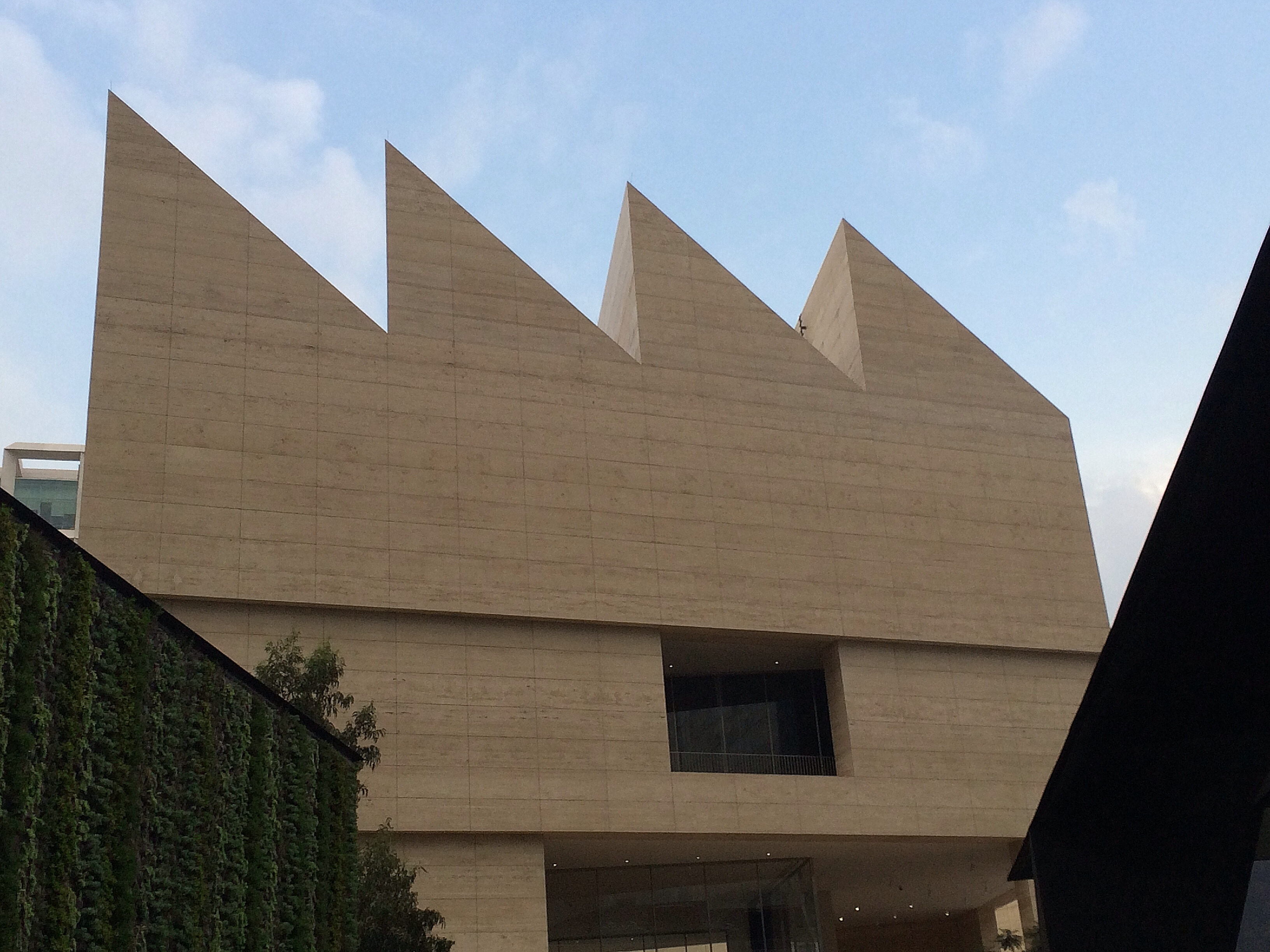
Vue de côté, en hauteur

Au cours des années 1990, l’entrepreneur Eugenio López Alonso, héritier et propriétaire d'un groupe agro-alimentaire, le groupe Jumex, s’intéresse à  l'art contemporain tout en voyageant et faisant des recherches pour constituer une collection. Achetant des œuvres d'artistes locaux et étrangers en tant que collectionneur, il crée la « Fondation Jumex » avec une équipe de professionnels de l'art afin de promouvoir l'art contemporain à travers des programmes de collection, d'éducation, de recherche et de financement d'artistes et de musées. « Eugenio Lopez a constitué une des plus importantes collections d'art contemporain du monde, de niveau international. Il ne se contente pas d'acheter, mais aide aussi à la production d'œuvres ou soutient des institutions ».
Cette fondation Jumex est officiellement créée le 3 mars 2001. Elle expose la collection d’Eugenio López Alonso, pour la première fois, sur le terrain d’une usine de jus de fruit du groupe Jumex à Ecatepec. Une partie de la communauté artistique est surpris par l'emplacement de cette galerie dans une zone industrielle à la périphérie de Mexico. Le premier bâtiment d’exposition de la collection est un cube blanc de 1 500 m2, conçu par Gerardo García, situé à Ecatepec de Morelos, sur un terrain d'une usine Júmex,. C'est à environ 19,5 km de[Mexico], dans la banlieue industrielle de la métropole. Mais son emplacement éloigné et des précautions de sécurité strictes, avec des visites possibles uniquement sur rendez-vous, limitent la fréquentation du site,.
L'espace sert également servi de siège à la Fondation Jumex d’art contemporain, qui parraine des initiatives d'éducation et distribue des bourses d'art .
Le musée Jumex est inauguré le 19 novembre 2013. C'est une institution consacrée à l'art contemporain, dont le but n'est pas seulement d’exposer les œuvres de la collection Jumex, mais aussi de devenir un laboratoire d'expérimentation et d'innovation dans le domaine artistique. Un autre homme d'affaires, Carlos Slim Helú, qui a créé le musée Soumaya, proche, a vendu à Eugenio López Alonso le terrain pour ce musée.

## Bâtiment
Le bâtiment est conçu par David Chipperfield Architects et a une forme distinctive en dents de scie.

## Collection
La collection Jumex comprend notamment des créations de Damien Hirst, Andy Warhol, Cy Twombly, Jeff Koons, Andreas Gursky, Darren Almond, Tacita Dean, Olafur Eliasson, Martin Kippenberger, Bruce Nauman, Nan Goldin, Thomas Ruff, Louise Lawler, Thomas Demand, Tatiana Trouvé, Claude Closky, mais aussi des artistes mexicains comme Gabriel Orozco ou Gabriel Kuri, ou encore des artistes étrangers établis au Mexique comme Francis Alÿs ou Santiago Sierra.